# Campionati del mondo di ciclocross 2020 - Gara femminile Under-23
La quinta edizione della gara femminile Under-23 dei Campionati del mondo di ciclocross 2020 si svolse il 2 febbraio 2020 con partenza ed arrivo da Dübendorf in Svizzera, su un percorso iniziale di 100 mt più un circuito di 3,15 km da ripetere 4 volte per un totale di 12,70 km. La vittoria fu appannaggio della francese Marion Norbert-Riberolle, la quale terminò la gara in 48'31", alla media di 15,705 km/h, precedendo l'ungherese Kata Blanka Vas e la britannica Anna Kay terza.
Le cicliste che presero il via da Dübendorf furono 30, mentre coloro che tagliarono il traguardo furono 27.

## Squadre partecipanti
| N.    | Cod. | Squadra       |
| ----- | ---- | ------------- |
| 1-3   | NLD  | Paesi Bassi   |
| 4-6   | USA  | Stati Uniti   |
| 7-9   | FRA  | Francia       |
| 10-11 | GBR  | Gran Bretagna |
| 12-13 | BEL  | Belgio        |
| 14-16 | ITA  | Italia        |
| 20    | CZE  | Cechia        |

| N.    | Cod. | Squadra  |
| ----- | ---- | -------- |
| 21-22 | CAN  | Canada   |
| 23-26 | ESP  | Spagna   |
| 27-29 | SUI  | Svizzera |
| 30    | EST  | Estonia  |
| 31    | HUN  | Ungheria |
| 32    | GER  | Germania |
| 33    | POL  | Polonia  |

## Ordine d'arrivo (Top 10)
| Pos. | Corridore                | Squadra     | Tempo   |
| ---- | ------------------------ | ----------- | ------- |
| 1    | Marion Norbert-Riberolle | Francia     | 48'31"  |
| 2    | Kata Blanka Vas          | Ungheria    | a 27"   |
| 3    | Anna Kay                 | Regno Unito | a 40"   |
| 4    | Katie Clouse             | Stati Uniti | a 1'29" |
| 5    | Manon Bakker             | Paesi Bassi | a 1'34" |
| 6    | Inge van der Heijden     | Paesi Bassi | a 1'53" |
| 7    | Francesca Baroni         | Italia      | a 2'06" |
| 8    | Sara Casasola            | Italia      | a 2'29" |
| 9    | Ruby West                | Canada      | a 2'43" |
| 10   | Noemi Rüegg              | Svizzera    | a 3'23" |